# Partido Laborista Independiente

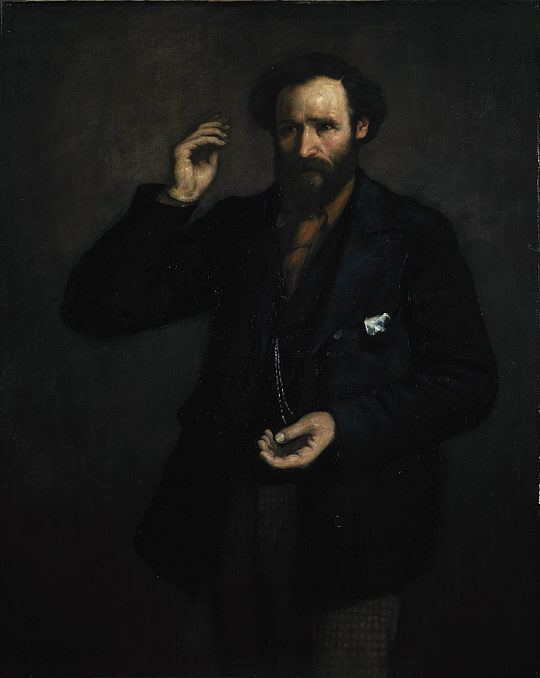
Retrato del líder del ILP, Keir Hardie, pintado en el momento de la fundación de la organización en 1893.

El Partido Laborista Independiente (ILP) fue un partido político británico de izquierda, fundado en 1893, cuando los liberales se mostraron renuentes a patrocinar candidatos de clase obrera, que representasen los intereses de la mayoría. Un diputado entonces independiente y relevante organizador sindical, Keir Hardie, se convirtió en su primer presidente.
El partido estaba posicionado a la izquierda del Comité de Representación Laborista de Ramsay MacDonald, fundado en 1900 y pronto renombrado Partido Laborista, al cual estuvo afiliado entre 1906 y 1932. En 1947, los tres parlamentarios de la organización desertaron al Partido Laborista, y la organización reingresó en el mismo como Publicaciones Laboristas Independientes en 1975.

## Historia

### Orígenes
Mientras el siglo XIX llegaba a su final, la representación de la clase obrera en la política institucional se convertía en una gran preocupación para muchos británicos. Muchos de quienes buscaban la elección de trabajadores y sus defensores en el Parlamento del Reino Unido veían al Partido Liberal como el principal vehículo para conseguir este propósito. Tan pronto como en 1869, había sido constituida una Liga de Representación Laborista para registrar y movilizar a votantes de clase obrera en nombre de candidatos liberales escogidos. 
Muchos sindicatos se preocuparon por sí mismos de ganar representación parlamentaria y avanzar en sus objetivos legislativos. Desde la década de 1870 una serie de candidatos de clase obrera apoyados financieramente por los sindicatos fueron aceptados y respaldados por el Partido Liberal. La federación de sindicatos británicos, Trades Union Congress (TUC), formó su propio comité electoral en 1886 para avanzar más lejos en sus metas electorales.
Muchos intelectuales socialistas, particularmente aquellos influidos por el socialismo cristiano y nociones similares de la necesidad ética de una reestructuración de la sociedad, también veían a los liberales como el medio más obvio para obtener representación de clase obrera. Dentro de los dos años posteriores a su fundación en 1884, la gradualista Sociedad Fabiana se comprometió oficialmente a sí misma en una política de penetración en el Partido Liberal. Cierto número de candidatos denominados Lib-Lab fueron posteriormente elegidos diputados mediante esta alianza de sindicatos e intelectuales radicales trabajando dentro del Partido Liberal.
La idea de trabajar con el Partido Liberal de clase media para alcanzar representación de clase obrera en el parlamento, sin embargo, no estaba universalmente aceptada. Los socialistas marxistas, creyendo en la inevitabilidad de la lucha de clases entre la clase obrera y la clase capitalista, rechazaban la idea de que los trabajadores hiciesen causa común con los liberales pequeñoburgueses a cambio de migajas de caridad de la mesa legislativa. Los ortodoxos marxistas británicos establecieron su propio partido, la Federación Socialdemócrata (SDF), en 1881. 
Otros intelectuales socialistas, a pesar de no compartir el concepto de lucha de clases, estaban no obstante frustrados con la ideología e instituciones del Partido Liberal y la prioridad secundaria que parecía otorgar a sus candidatos de clase obrera. De estas ideas y actividades llegó una nueva generación de activistas, incluido Keir Hardie, un escocés que se había convencido de la necesidad de una política obrera independiente mientras trabajaba como liberal gladstoniano y organizador sindical en la cuenca minera de Lanarkshire. Trabajando con miembros de la SDF como Henry Hyde Champion y Tom Mann, fue crucial en la fundación del Partido Laborista Escocés en 1888. 
En 1890, los Estados Unidos impusieron un arancel sobre el textil extranjero que llevó a recortes generalizados de los salarios a lo largo de toda la industria textil británica. A esto siguió una huelga en Bradford, la huelga de las fábricas de Manningham, que produjo como subproducto la Unión Laborista de Bradford, una organización que buscaba funcionar políticamente de forma independiente a cualquiera de los principales partidos políticos. Esta iniciativa fue replicada por otras en el valle de Colne, Slaithwaite y Salford. Tales desarrollos mostraban que el apoyo de clase obrera para la separación del Partido Liberal estaba creciendo en fuerza.
Se encontrarían argumentos adicionales para la formación de un nuevo partido en el periódico de Robert Blatchford, The Clarion, fundado en 1891, y en el Workman’s Times, editado por Joseph Burgess. Este último recabó la firma de unas 3500 personas en favor de crear un partido del trabajo independiente de las organizaciones políticas existentes.
En las elecciones generales de 1892, celebradas en julio, fueron elegidos tres trabajadores sin el apoyo de los liberales: Keir Hardie por la circunscripción de West Ham Sur, John Burns, por la de Battersea y Havelock Wilson, por Middlesbrough, debiendo enfrentarse estos últimos a oposición liberal. Hardie no debía nada al Partido Liberal por esta elección, y su estilo crítico y de confrontación en el Parlamento causó que emergiese como la voz nacional del movimiento obrero.

### Conferencia fundacional
En una reunión del TUC de septiembre de 1892, se acordó convocar un llamamiento a un encuentro de defensores de una organización laborista independiente. Se estableció un comité gestor y se convocó una conferencia para el siguiente mes de enero. Esta conferencia fue presidida por William Henry Drew y se celebró en Bradford el 14-16 de enero de 1893. Resultó ser la conferencia fundacional del Partido Laborista Independiente y el diputado Keir Hardie fue elegido como su primer presidente.
Unos 130 delegados asistieron a la conferencia, incluidos, además de Hardie, socialistas y laboristas de la relevancia de Alderman Ben Tillett, el escritor George Bernard Shaw y Edward Aveling, yerno de Karl Marx. Estuvieron representadas unas 91 agrupaciones locales del Partido Laborista Independiente, a las que se unieron 11 sociedades fabianas, cuatro agrupaciones de la Federación Socialdemócrata y representantes individuales de cierto número de otros grupos laboristas y socialistas. Se permitió brevemente al líder socialista alemán Eduard Bernstein dirigirse a la reunión para presentar los mejores deseos de éxito en nombre del Partido Socialdemócrata de Alemania.
Un delegado escocés, George Carson, presentó una propuesta para llamar a la nueva organización Partido Laborista Socialista, pero fue derrotada por amplio margen por una contrapropuesta reafirmando la denominación de Partido Laborista Independiente, movida por la lógica de que había un gran número de trabajadores que aún no estaba preparado para aceptar formalmente la doctrina del socialismo, los cuales no obstante desearían unirse y trabajar por una organización constituida con el propósito de obtener la representación independiente del trabajo.
A pesar de la aparente timidez en la denominación de la organización, la conferencia inaugural aceptó abrumadoramente que el objeto del partido debía ser asegurar la propiedad comunal y colectiva de los medios de producción, distribución y cambio. El programa del partido apelaba a todo un grupo de reformas sociales progresistas, incluidas educación no sectaria gratuita hasta las universidades, la provisión de tratamiento médico y programas de alimentación escolar para los niños, reforma de viviendas, el establecimiento de medidas públicas para reducir el desempleo y proveer ayuda a los desempleados, una ley de salario mínimo, programas de bienestar social para huérfanos, viudas, ancianos, discapacitados y enfermos, la abolición del trabajo infantil, la abolición de las horas extraordinarias y el destajo, y la jornada laboral de ocho horas diarias.
El discurso fundamental de la conferencia fundacional lo pronunció Keir Hardie, que planteó que el Partido Laborista no era una organización sino más bien 'la expresión de un gran principio', ya que 'no tenía ni programa ni estatutos. Hardie enfatizó la reivindicación fundamental de la nueva organización, que era la consecución de la libertad económica, y apeló a una estructura de partido que diese plena autonomía a cada localidad, buscando solo vincular a estos grupos a tales principios centrales y generales que sean indispensables para el progreso del movimiento.
La conferencia estableció además la estructura organizativa básica del nuevo partido. Las conferencias anuales, compuestas de delegados de cada unidad local de la organización, fueron declaradas como la autoridad suprema y gubernamental del partido. Sería elegido un secretario, para ejercer bajo el control directo de un órgano central conocido como Comité Administrativo Nacional (NAC). Este NAC sería en cambio conformado por delegados nombrados a escala regional, quienes en teoría estarían restringidos a actuar conforme a las instrucciones dadas por las conferencias de las agrupaciones locales.

### Primeros años
El nuevo partido fue fundado en un ambiente social de gran esperanza y expectación. Sin embargo, los primeros años fueron difíciles. La dirección del partido, su liderazgo y organización, eran fuertemente disputadas y el progreso electoral esperado no emergía. 
Al partido no le fue bien en su primera prueba importante de apoyo nacional, las elecciones generales de 1895. Con el NAC asumiendo el liderazgo de organizar las contiendas electorales del partido, y con unas escasas finanzas, solo 28 candidatos se presentaron bajo la enseña del ILP. Una conferencia especial decidió que podría darse apoyo tanto a los candidatos del ILP como de la SDF, lo que implicaría cuatro contiendas electorales más en el panorama. Ninguno fue elegido, incluso el popular líder del partido Keir Hardie, que fue derrotado en una enconada lucha con los conservadores. La debacle electoral de 1895 marcó el final del desenfrenado optimismo que había presidido la fundación del partido. 
Desde sus inicios, el ILP nunca fue una unidad homogénea, sino que en su lugar intentó actuar como un partido atrapalotodo de la clase obrera, abogando por una agenda socialista un tanto vaga y amorfa. El historiador Robert E. Dowse ha observado que:

"Desde el principio el ILP intentó influir en los sindicatos para que respaldasen un partido político de clase obrera: buscaban, como afirma Henry Pelling: 'colaboración con sindicalistas con el objetivo último de aprovechar los fondos sindicales para la obtención de poder parlamentario.' El socialismo del ILP era ideal para lograr esta meta; faltándole como le faltaba cualquier base teórica marxista auténtica podía acomodar en la práctica cualquier asunto que un sindicalista reivindicase. Ferviente y emocional, el socialismo del ILP podía dar cabida, con solo una pequeña tensión, a la reforma de la templanza, la identidad nacional escocesa, el metodismo, el marxismo, el gradualismo Fabiano, e incluso una variedad de conservadurismo burkeano. Aunque la mezcla era curiosa, tenía la abrumadora virtud de no excluir a nadie sobre bases dogmáticas, una circunstancia, en la izquierda de aquella época, que no puede ser rechazada a la ligera."
Por supuesto, en un partido de opiniones diversas y movedizas, la naturaleza esencial de la organización y de su programa permanecería siempre como materia de debate. Las decisiones iniciales sobre la organización del partido se basaban en una idea de estricta democracia. Estos argumentos tuvieron cierto impacto, como testificaron el poder de los mismos la conferencia celebrada para acordar la política que se defendería en las elecciones generales de 1895 y la abolición del cargo de presidente del partido en 1896. No obstante, el NAC llegó a poseer un considerable poder sobre las actividades del partido, incluido el control hegemónico de asuntos cruciales como las decisiones electorales y las relaciones con otros partidos. La derrota electorla de 1895 aceleró el establecimiento de prácticas centralizadoras y antidemocráticas de este tipo.
En los últimos años del siglo XIX, emergieron cuatro figuras en el NAC que permanecieron en el centro del partido comandando su dirección durante los siguientes 20 años. Además del querido líder del partido Keir Hardie, apareció el escocés Bruce Glasier, elegido miembro del NAC en 1897 y sucesor de Hardie como presidente en 1900; Philip Snowden, un socialista evangélico del West Riding, y Ramsay MacDonald, cuya adhesión al ILP se había consolidado a raíz de su desilusión con el Partido Liberal por su rechazo a presentar un candidato sindicalista en la elección parcial de Sheffield Attercliffe de 1894. Aunque había tensiones personales sustanciales entre los cuatro, compartían la visión fundamental de que el partido debía buscar la alianza con los sindicatos, más que la unidad socialista basada en la ideología con la marxista Federación Socialdemócrata. 
Tras el fracaso de 1895, esta dirección pasó a ser reacia a implicar excesivamente al partido en competir en demasiadas lizas electorales. En 1898 se tomó formalmente la decisión de restringir las contiendas electorales a aquellas donde podía esperarse un resultado razonable más que presentar tantos candidatos como fuese posible para maximizar la exhibición del partido y acumular el máximo total de votos.
La relación con los sindicatos también era problemática. En la década de 1890 el ILP estaba falto de alianzas con las organizaciones sindicales. Podía persuadirse a sindicalistas individuales de base para unirse al partido a partir de un compromiso político conformado por sus experiencias industriales, pero se estaba falto de conexión con las altas direcciones.   
El ILP jugó un papel esencial en la formación del Comité de Representación Laborista en 1900, y en cuanto se formó el Partido Laborista en 1906, el ILP se afilió inmediatamente a él. Esta afiliación permitió al ILP continuar celebrando sus propias conferencias y planificar sus propias políticas, que se pretendía que los miembros del ILP defendiesen dentro del Partido Laborista. A cambio, el ILP aportó una buena parte de la base activista del laborismo durante sus primeros años.

### El partido madura

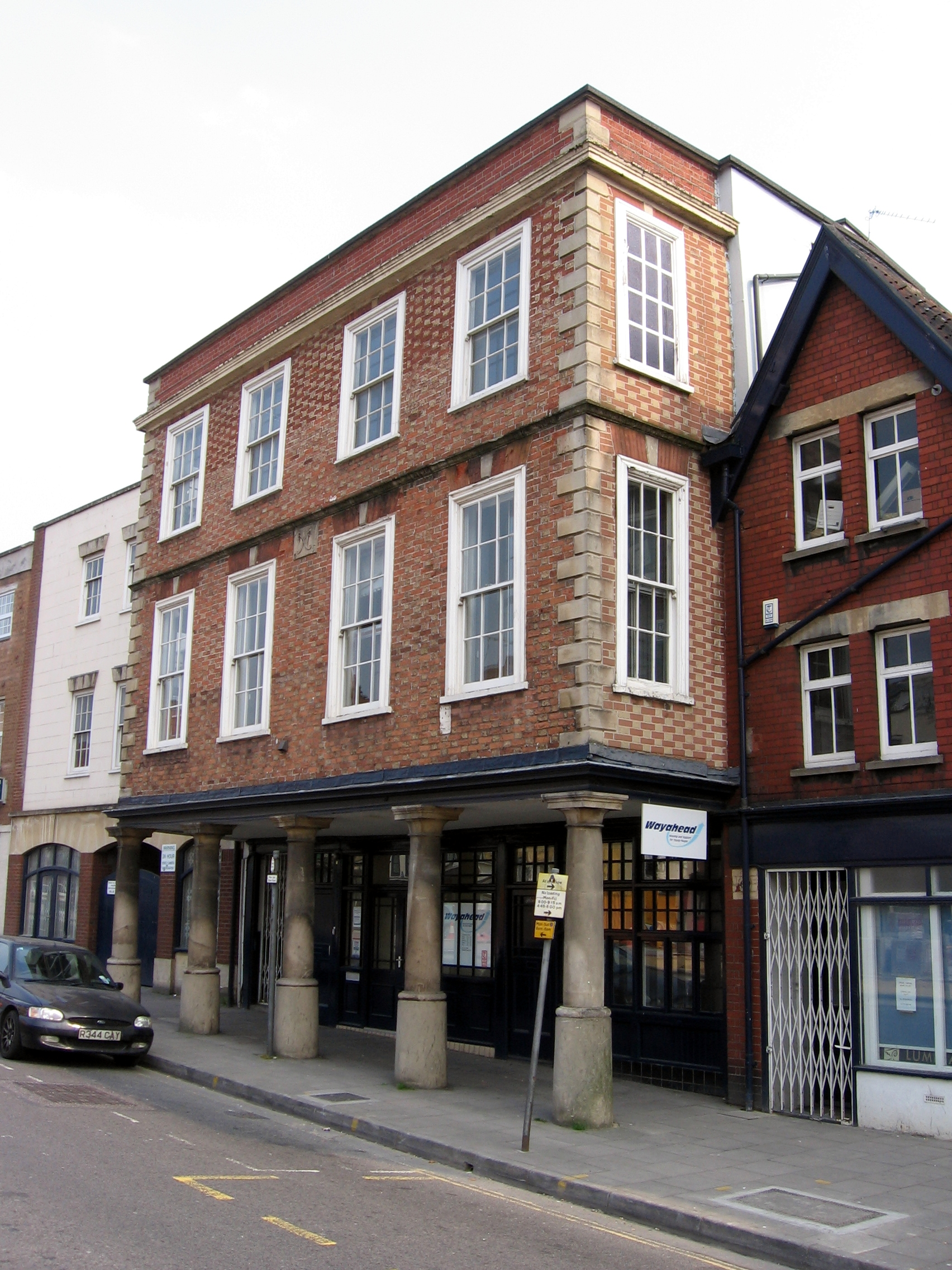
Kingsley Hall, sede del ILP en Bristol a comienzos del.

El surgimiento y crecimiento del Partido Laborista, una federación de los sindicatos con los intelectuales socialistas del ILP, ayudó a sus partes constituyentes a desarrollarse y crecer. En contraste con el doctrinario marxismo de la SDF y sus vástagos incluso más ortodoxos como el Partido Laborista Socialista y el Partido Socialista de Gran Bretaña, el ILP tenía un gusto holgado e inspirador que hacía relativamente más fácil atraer a recién llegados. Victor Grayson recordaba una campaña desarrollada en 1906 en el valle de Colne de la que estaba orgulloso por haberla dirigido "como un renacimiento religioso", sin referencias a problemas políticos específicos. El futuro presidente del partido, Fenner Brockway, recordaba posteriormente el ambiente renacentista de las reuniones de su agrupación local del ILP cuando se juntaban en 1907:

"Las noches de los domingos se llevaba a cabo una reunión más en la línea del movimiento de la Iglesia laborista –teníamos una pequeña orquesta voluntaria, se cantaban canciones laboristas y los discursos eran mayoritariamente de un evangelismo socialista, con emoción en la denuncia de la injusticia, visionarios en su previsión de una nueva sociedad."
Aunque esta presentación inspiradora del socialismo como una necesidad humanitaria hacía al partido accesible como una especie de religión secular o un medio para la aplicación práctica de los principios cristianos en la vida diaria, era horadado por la gran debilidad de ser no analítico y por ello comparativamente superficial. Como ha observado el historiador John Callaghan, en manos de Hardie, Glasier, Snowden y MacDonald el socialismo era poco más que "una vaga protesta contra la injusticia." Sin embargo, en 1909 el ILP sentó las bases para la producción de material de agitación con la fundación de la Prensa Laborista Nacional.
Con todo, la relación entre el ILP y el Partido Laborista estuvo caracterizada por el conflicto. Muchos miembros del ILP veían al Partido Laborista demasiado tímido y moderado en sus intentos de reforma social, desinteresado como estuvo del objetivo socialista durante sus primeros años. Consecuentemente, en 1912 acaeció una escisión en la cual muchas agrupaciones del ILP y unas cuantas figuras dirigentes, incluidos Leonard Hall y Russell Smart, optaron por fusionarse con la SDF de Henry Hyndman para fundar el Partido Socialista Británico.

### El ILP y la Gran Guerra
El 11 de abril de 1914 el partido celebró su 21.º aniversario con un congreso en Bradford. El partido había crecido bastante en la década anterior, permaneciendo con una militancia de aproximadamente 30.000 personas. La militancia de base del partido así como su dirección eran pacifistas, ahora como siempre, habiendo dado por sentado desde el principio que la guerra era "pecaminosa".
Los disparos de agosto de 1914 golpearon a todas las organizaciones de izquierdas de Gran Bretaña. Como anotó posteriormente un observador: "Hyndman y Cunningham Graham, Thorne y Clynes habían buscado la paz mientras ésta duró, pero ahora que había llegado la guerra, bueno, los socialistas y sindicalistas, como otra gente, tenían que llevarla a término." Con respecto al Partido Laborista, la mayor parte de los miembros del ejecutivo de la organización, así como la mayoría de los 40 diputados del Parlamento, prestaron su apoyo a la campaña de reclutamiento para la Gran Guerra. Solo una sección se mantuvo distanciada: el Partido Laborista Independiente.
La insistencia del ILP en permanecer en su largamente mantenida objeción éticamente de base al militarismo y la guerra resultó costosa tanto en términos de su posición ante los ojos del público general como en su habilidad para disciplinar a los políticos que concurrían bajo su enseña. Una corriente de sus veteranos diputados abandonó el partido por el rechazo del ILP a apoyar el esfuerzo de guerra británico. Entre aquellos que rompieron filas estuvieron George Nicoll Barnes, J. R. Clynes, James Parker, George Wardle y G. H. Roberts.
Otros permanecieron leales al partido y sus principios. Ramsay MacDonald, un comprometido pacifista, dimitió inmediatamente de la presidencia del Partido Laborista en la Cámara de los Comunes. Keir Hardie, Philip Snowden, W. C. Anderson y un pequeño grupo con ideas pacifistas radicales afines, mantuvieron una inquebrantable oposición al gobierno y sus aliados laboristas pro-guerra. La Conferencia sobre la Revolución rusa de 1917 en Leeds pidió "la completa independencia de Irlanda, India y Egipto".
Durante la guerra la crítica del ILP al militarismo fue en cierta medida silenciado por la condena pública y episodios periódicos de violencia física, que incluyeron un salvaje escándalo el 6 de julio de 1918, durante el cual un agitado grupo de soldados licenciados se abalanzó contra una reunión del ILP a la que asistía Ramsay MacDonald en la sección londinense de Abbey Wood. Los delegados presentes a las puertas de la reunión del ILP fueron subyugados por la fuerza por parte de la multitud, que en lo que fue descrito como "alborotado escándalo", rompieron sillas y blandieron sus partes como armas, tomando el auditorio y dispersando a los socialistas en la noche.

### El ILP y la Tercera Internacional
Tras la terminación de la Primera Guerra Mundial en noviembre de 1918, la Segunda Internacional fue reactivada de forma efectiva y la cuestión de si el ILP debía afiliarse a esta Segunda Internacional renovada o a algún otro agrupamiento internacional se avecinaba. En enero fue emitido un llamamiento desde Moscú para la formación de una nueva Tercera Internacional, una formación que tuvo un gran atractivo para una pequeña sección de los miembros más radicales del ILP. La mayoría de los militantes del ILP veía a la vieja Segunda Internacional como una organización desesperadamente comprometida por su apoyo al baño de sangre europeo de 1914 y el ILP se desafilió formalmente de la Internacional en la primavera de 1920.
La dirección conservadora del ILP, notablemente Ramsay MacDonald y Philip Snowden, se opuso fuertemente a la afiliación a la nueva Comintern. En oposición a ellos el ala radical del ILP se organizó como fracción formal bajo el nombre de Grupo de Izquierdas del ILP, en un esfuerzo por llevar al ILP a la Internacional Comunista. La fracción comenzó a publicar su propio periódico bisemanal llamado The International, un periódico de gran formato a cuatro páginas publicado en Glasgow.
Además de cortar sus lazos con la Segunda Internacional, la Conferencia Anual de 1920 del ILP encomendó a su ejecutivo contactar con el Partido Socialista Suizo con el propósito de establecer una internacional inclusiva que uniese a los partidos socialistas de izquierda internacionalistas con sus correligionarios socialistas revolucionarios de la nueva Internacional de Moscú. Un conjunto más profundo de cuestiones fueron remitidas a la Comintern en una carta fechada el 21 de mayo de 1920 y firmada por el presidente del ILP, Richard Wallhead y el miembro del Consejo Nacional, Clifford Allen. Se preguntaba al Comité Ejecutivo de la Internacional Comunista (CEIC) por sus posiciones sobre cuestiones como la exigencia de una rígida adhesión a su programa, la aplicabilidad de la dictadura del proletariado y el sistema soviético en Gran Bretaña, y su visión sobre la necesidad de la fuerza armada como principio universal.
La respuesta de la bisoña Comintern en julio de 1920 fue inequívoca. Aunque la presencia de comunistas dentro de la organización era conocida, y su militancia en un nuevo Partido Comunista bienvenida, no habría organización conjunta con aquellos como los fabianos, Ramsay MacDonald y Snowden que habían hecho uso previamente de la rancia atmósfera del trabajo parlamentario y pequeñas concesiones y compromisos en nombre del movimiento obrero:

[E]stos líderes han perdido el contacto con las amplias masas no especializadas, con los pobres que hacen el trabajo duro, se han hecho inconscientes ante el crecimiento de la explotación capitalista y las pretensiones revolucionarias del proletariado. Pareciese que porque los capitalistas les tratan a ellos como iguales, como colegas en sus transacciones, la clase obrera hubiese asegurado derechos iguales con el capital. Por su propia posición social segura y posición material mejorada, miraban el mundo a través de los anteojos color de rosa de una vida pacífica de clase media. Perturbados en su comercio pacífico con los representantes de la burguesía por las luchas revolucionarias del proletariado fueron enemigos convencidos de las pretensiones revolucionarias del proletariado.
En su lugar, el CEIC realizó su llamamiento directamente a "los comunistas del Partido Laborista Independiente", apuntando que "las fuerzas revolucionarias de Inglaterra están divididas" y animándoles a unirse con los militantes comunistas del Partido Socialista Británico, el Partido Laborista Socialista y grupos radicales en Gales y Escocia. "La emancipación de la clase obrera británica y de la clase obrera de todo el mundo depende de que los elementos comunistas de Inglaterra formen un único Partido Comunista", declaró el CEIC.
La agitación en pro de la afiliación a la Tercera Internacional de Moscú llegó a un punto crítico en 1921 en la conferencia anual del ILP. Una abrumadora votación de las agrupaciones del partido optó por el no a afiliarse a la Tercera Internacional. Esta decisión fue seguida por la salida de la fracción radical derrotada, que incluía al economista Emile Burns, al periodista Rajani Palme Dutt y al diputado Shapurji Saklatvala, que unieron fuerzas en la fundación del Partido Comunista de Gran Bretaña (CPGB) en agosto de 1920.
El "centrismo" del ILP, atrapado entre las políticas reformistas de la Segunda Internacional y las revolucionarias de la Tercera, le llevó a liderar a cierto número de otros grupos socialistas europeos en la "Segunda Internacional y Media" entre 1921 y 1923. El partido fue miembro de la Internacional Obrera y Socialista entre 1923 y 1933.

### El ILP y los gobiernos del Partido Laborista (1922-1931)
En las elecciones generales de 1922 varios miembros del ILP se convirtieron en diputados (incluido el futuro líder del partido, James Maxton) y el partido creció en estatura. El ILP aportó muchos de los nuevos diputados laboristas, incluidos John Wheatley, Emanuel Shinwell, Tom Johnston y David Kirkwood. Sin embargo, el primer gobierno laborista (regresado al ejecutivo en 1924) resultó ser extremadamente decepcionante para el ILP. Su respuesta fue trazar su propio programa de gobierno, pero la dirección del Partido Laborista lo rechazó.
Durante el periodo del segundo gobierno laborista (1929-1931), 37 diputados laboristas fueron patrocinados por el ILP, aportando la oposición de izquierdas a la dirección laborista. La conferencia del ILP de 1930 decidió que cuando sus políticas divergiesen de las del Partido Laborista sus diputados debían romper la disciplina de grupo y apoyar la política del ILP. 

#### Conferencias programáticas de 1928
A lo largo de 1928, el ILP desarrolló el programa "Socialismo en nuestra época", poniendo como ejemplo en el programa:
1. El salario mínimo, no aplicado completamente.
2. Un incremento sustancial de la prestación por desempleo.
3. La nacionalización de la banca, no aplicada completamente.
4. La compra al por mayor de materias primas.
5. La compra al por mayor de subsistencias alimentarias.
6. La nacionalización de la energía.
7. La nacionalización del transporte.
8. La nacionalización de la tierra.

De estos ocho puntos, el salario mínimo, el subsidio de desempleo, la nacionalización de la banca y la compra al por mayor de materias primas y subsistencias, conformaban la principal preocupación del ILP. Incrementar la prestación por desempleo y el cambio a compras de materias primas al por mayor debían ser hechos de manera convencional, pero el método de pago del salario mínimo difería de las prácticas laboristas. El ILP criticaba el método "continental" de pago de los salarios por parte de los grupos empleadores, que había sido implementado en 1924 por Rhys Davies. El ILP proponía redistribuir la renta nacional, afrontando el coste de las prestaciones aumentando la presión fiscal a las rentas más altas. 
La nacionalización de la banca implicaba mayores cambios significativos de la política económica, y no tenía nada en común con la práctica laborista. El ILP proponía que una vez un gobierno laborista tomase posesión debía activar una investigación del sistema bancario que preparase un plan detallado para transferir el Banco de Inglaterra a control público, revisar las operaciones de las leyes bancarias y asegurar que el "control del crédito es ejercido en el interés nacional y no en interés de poderosos grupos financieros" haciendo que los acreedores cambiasen por completo los controles y posiblemente deshaciéndose de las reservas de oro, terminando así con la política de deflación practicada por el Tesoro y el Banco de Inglaterra. .

#### Conferencia Escocesa del ILP de 1931
Iba haciéndose más claro que el ILP estaba disintiendo cada vez más del Partido Laborista y en la Conferencia Escocesa de 1931 el asunto de si el partido debía seguir afiliado al laborismo fue puesto en discusión. Se decidió continuar estándolo, pero solo después de que el propio Maxton interviniese en el debate.

### De la desafiliación a la Segunda Guerra Mundial

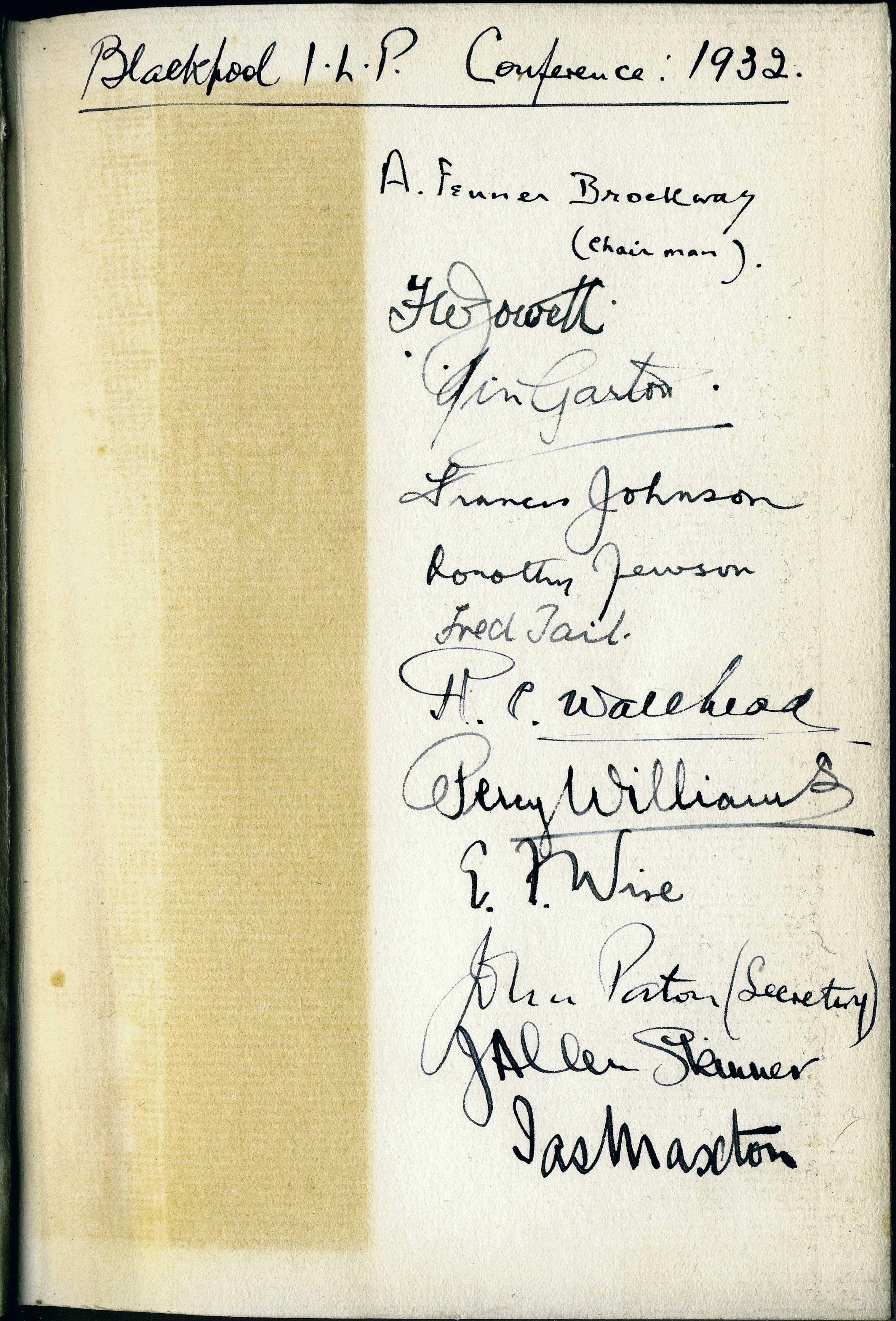
Dedicatoria en un libro de Fred Henderson (“Las consecuencias económicas de la producción energética”) con las firmas personales de algunos miembros del ILP.

En las elecciones generales de 1931 los candidatos del ILP rechazaron aceptar las órdenes del Partido Laborista Parlamentario y se presentaron sin el apoyo del Partido Laborista. Cinco miembros del ILP regresaron a Westminster y crearon un grupo del ILP fuera del Partido Laborista. En 1932, una conferencia especial del ILP votó la desafiliación del laborismo. El mismo año, el ILP cofundó el Buró de Londres de partidos socialistas de izquierda, más tarde denominado Centro Marxista Revolucionario Internacional o "Tercera Internacional y Media", administrada por el ILP y presidida por su líder, Fenner Brockway, durante la mayor parte de su existencia.
El laborista de izquierda Aneurin Bevan describió la desafiliación del ILP como una decisión de permanecer "puro, pero impotente". Fuera del Partido Laborista, el ILP cayó en declive. En solo tres años perdió el 75% de sus miembros, cayendo en total de 16.773 militantes en 1932 a 4.392 en 1935 mientras perdía adherentes hacia el Partido Laborista, el Partido Comunista y los trotskistas. Algunos miembros del ILP que habían optado por permanecer dentro del Partido Laborista resultaron cruciales en la creación de la Liga Socialista, mientras la mayoría de los militantes escoceses lo abandonaron para crear el Partido Socialista Escocés y militantes de Irlanda del Norte lo abandonaron "en masa" para formar el Partido Socialista de Irlanda del Norte. En 1934 un grupo escindido en el noroeste de Inglaterra lo abandonó para fundar el Partido Socialista Independiente. 
La militancia restante que permaneció en el ILP tendió a ser joven y radical. Fueron particularmente activos en apoyar al bando republicano durante la guerra civil española, y alrededor de veinticinco militantes y simpatizantes, incluido George Orwell, viajaron a España como miembros de un Contingente del ILP formado por voluntarios para ayudar al Partido Obrero de Unificación Marxista (POUM), partido hermano del ILP en la Tercera Internacional y Media.
Desde mediados de los años 30 en adelante, el ILP atrajo también la atención del movimiento trotskista, y varios grupos de esta corriente trabajaron dentro de él, particularmente el Grupo Marxista, del que fueron miembros C. L. R. James, Denzil Dean Harber y Ted Grant. También hubo un grupo de militantes del ILP, el Comité por una Política Revolucionaria, que eran simpatizantes del CPGB y finalmente abandonaron el partido para unirse a los comunistas. Desde finales de los 30, el ILP tuvo el apoyo de algunas figuras clave del pequeño movimiento panafricanista en Gran Bretaña, incluidos George Padmore y Chris Braithwaite, así como de escritores de izquierdas como George Orwell, Reginald Reynolds y Ethel Mannin. 
En 1939 el ILP escribió al Partido Laborista solicitando la reafiliación sujeta al derecho a defender su propia política donde tuviese una "objeción de conciencia" respecto a la del laborismo. El Partido Laborista rechazó acordar esta condición, planteando que no podía renunciar a sus normas habituales de afiliación con respecto al ILP.

### Segunda Guerra Mundial y final
Como en 1914, el ILP se opuso a la Segunda Guerra Mundial sobre bases éticas y giró a la izquierda. Un aspecto de su política izquierdista en este periodo fue que se opuso a la tregua establecida para el periodo de guerra entre los principales partidos y concurrió activamente a las elecciones parlamentarias. Uno de esos comicios, la elección parcial de Cardiff Este en 1942, tuvo como resultado que Fenner Brockway, el candidato del ILP, se encontró con la oposición de un candidato conservador para quien hacía campaña activamente el Partido Comunista local.
El ILP aún tuvo cierta fuerza significativa a finales de la guerra, pero cayó en crisis poco después. En las elecciones generales de 1945 retuvo tres escaños, todos de Glasgow, aunque solo en uno de ellos tuvo un oponente laborista. Su conferencia rechazó los llamamientos a reafiliarse al Partido Laborista. En 1946 recibió un duro golpe cuando el portavoz público más conocido del partido, el diputado James Maxton, falleció. El ILP mantuvo por estrecho margen su escaño en las elecciones parciales de Glasgow Bridgeton de 1946 (contra un oponente laborista). Sin embargo, todos sus diputados desertaron al laborismo en sucesivas etapas en 1947, y el partido fue rotundamente derrotado en las elecciones parciales de Glasgow Camlachie de 1948, en una circunscripción que había ganado con facilidad solo tres años antes. El partido nunca más fue capaz de obtener un resultado significativo en unas elecciones parlamentarias. 
A pesar de estos golpes, el ILP continuó. A lo largo de los años 50 y primeros años 60 fue pionero en la oposición a las armas nucleares y buscó publicitar ideas como la del control obrero. Mantuvo también vínculos con los restos de sus grupos fraternales, como el POUM, que estaba en el exilio, así como haciendo campaña por la descolonización. 
En los años 70 el ILP reconsideró sus posiciones sobre el Partido Laborista, y en 1975 se renombró como Publicaciones Laboristas Independientes, convirtiéndose en un grupo de presión dentro del laborismo.

## Lista de presidentes
|  | - 1894-1900: Keir Hardie - 1900-1903: Bruce Glasier - 1903-1906: Philip Snowden - 1906-1909: Ramsay MacDonald - 1909-1910: Frederick William Jowett - 1910-1913: William Crawford Anderson - 1913-1914: Keir Hardie - 1914-1917: Frederick William Jowett | - 1917-1920: Philip Snowden - 1920-1923: Richard Wallhead - 1923-1926: Reginald Allen - 1926-1931: James Maxton - 1931-1934: Fenner Brockway - 1934-1939: James Maxton - 1939-1941: C. A. Smith - 1941-1943: John McGovern | - 1943-1948: Bob Edwards - 1948-1951: David Gibson - 1951-1953: Fred Barton - 1953-1958: Annie Maxton - 1958-1961: Fred Morel - 1962-1975: Emrys Thomas |

## Otros miembros destacados
|  | - Edward Aveling - George Nicoll Barnes - George Lansbury - Mary Barbour - Harry Barnes - John Beckett - George Buchanan - Joseph Burgess - Emile Burns - John Burns - Charles Roden Buxton - James Carmichael - Kay Carmichael - Edward Carpenter - Raymond Challinor - Hannah Mitchell - Katharine Glasier - Ellen Wilkinson - Olive Schreiner | - Tom Chambers - Henry Hyde Champion - John Smith Clarke - J. R. Clynes - Seymour Cocks - A. E. Coppard - Helen Crawfurd - Rose Davies - R. Palme Dutt - Peter Fraser - Frederick Gould - Victor Grayson - Jim Griffiths - Mary Agnes Hamilton - John A. Hobson - Emmeline Pankhurst - Sylvia Pankhurst - Christabel Pankhurst - Ethel Snowden | - C. L. R. James - David Kirkwood - James Larkin - Mary Burns Laird - Jennie Lee - France Littlewood - Andrew MacLaren - Neil Maclean - Cecil L'Estrange Malone - James Shaw Maxwell - E. D. Morel - Oswald Mosley - Edwin Muir - John William Muir - Alfred Orage - George Orwell - Mary Macarthur - Isabella Ford - Charles Ammon - Emmeline Pethick-Lawrence | - Walter Padley - Minnie Pallister - Joseph Pointer - Shapurji Saklatvala - Alfred Salter - Harry Snell - Campbell Stephen - R. H. Tawney - John Wilkinson Taylor - Paul Tony - Josiah Wedgwood - John Wheatley - Ada Salter - Margaret Llewelyn Davies - Charlotte Despard - Margaret Bondfield - Clement Attlee |

## Resultados electorales
| Elecciones | Escaños | ±             | N.º votos    | %    | Posición       | Líder           |
| ---------- | ------- | ------------- | ------------ | ---- | -------------- | --------------- |
| 1895       | 0/670   | Crecimiento   | 34.433 (#5)  | 1,0% | Tercer partido | Keir Hardie     |
| 1931       | 3/615   | Crecimiento   | 239.280 (#6) | 1,2% | Tercer partido | Fenner Brockway |
| 1935       | 4/615   | Decrecimiento | 136.208 (#6) | 0,7% | Tercer partido | James Maxton    |
| 1945       | 3/640   | Decrecimiento | 46.769 (#8)  | 0,2% | Tercer partido | Bob Edwards     |
| 1950       | 0/625   | Decrecimiento | 4.112 (#11)  | 0,0% | -              | David Gibson    |
| 1951       | 0/625   | Decrecimiento | 4.057 (#7)   | 0,1% | -              | Fred Barton     |
| 1955       | 0/630   | Decrecimiento | 3.334 (#9)   | 0,0% | -              | Fred Barton     |
| 1959       | 0/630   | Decrecimiento | 923 (#8)     | 0,0% | -              | Fred Morel      |
| 1966       | 0/630   | Decrecimiento | 441 (#14)    | 0,0% | -              | Emrys Thomas    |
| 1970       | 0/630   | Crecimiento   | 847 (#18)    | 0,0% | -              | Emrys Thomas    |
| 1974       | 0/635   | Crecimiento   | 991 (#25)    | 0,0% | -              | Emrys Thomas    |